# Il demone (film)
Il demone (in russo Демон?, Demon) è un cortometraggio muto russo del 1911 diretto da Giovanni Vitrotti, co-prodotto e distribuito dalla casa cinematografica italiana Ambrosio Film di Torino, tratto dall'omonimo poema di Lermontov.